# 岩津裕介
岩津 裕介（いわつ ゆうすけ、1982年1月7日 - ）は競輪選手。岡山県倉敷市出身。日本競輪学校（当時。以下、競輪学校）第87期卒業。日本競輪選手会岡山支部所属、ホームバンクは玉野競輪場。師匠は片岡克巳（42期）。

## 戦績
岡山県立倉敷工業高等学校在学中まで野球で活動し、同校の野球部では主将を務めた。高校時代の同級生に89期の筒井裕哉がおり、共に競輪学校86期の適性試験を受験したが不合格となる。その後岩津は技能試験に切り替えて87期を受験し、合格した。在校競走成績は37位（13勝）。
2002年8月9日、武雄競輪場でデビューし、同日初勝利を挙げた。
2004年の全日本選抜競輪にてGI初出走。同大会にはそれ以降2024年現在も連続出場を続けており、2024年大会開会式で20回連続出場の表彰を受けた。
2012年の第55回オールスター競輪（前橋競輪場）でGI初優出を果たし3位入賞。
2014年のビッグレースの決勝進出では3着になった回数が3回もあり獲得賞金上位の最終枠である8位で出場となった。
2016年の第59回オールスター競輪（松戸競輪場）決勝で、村上義弘 - 稲垣裕之の3番手を追走し、逃げた村上の番手から捲った稲垣を最後の直線で捉えてGI初優勝、そして翌2017年のS級S班格付けを決めた。なお、同年のグランプリ（立川競輪場）は5着。

## 主な獲得タイトルと記録
- 2016年 - オールスター競輪（松戸競輪場）
- 日本選手権競輪連続20回出場 - 2006年の第59回から2024年の第78回まで（継続中）[6]（なお、中止となった2020年の第74回も出場契約を締結していたため出場したとみなされ、連続出場にカウントされている）。

## 主な弟子
- 岩本純（94期）
- 戸伏康夫（96期）